# Военная база в Молькино
Военная база в Молькино — крупный военный полигон, расположенный к западу от хутора Молькин, в составе муниципального образования город Горячий Ключ, Краснодарский край, Россия. Является постоянным местом дислокации 10-й отдельной бригады специального назначения (в/ч 51532) Главного управления Генерального штаба ВС РФ (бывшее ГРУ). Также известна как бывшая тренировочная база частной военной компании «Вагнер».

## География и расположение
Полигон находится в южной части Краснодарского края, примерно в 30 км к северо-востоку от города Новороссийск и в 15 км к юго-западу от Горячего Ключа. Рядом — федеральная трасса А146 и железнодорожная ветка. Местность преимущественно лесистая, холмистая, с ограниченным доступом для гражданских лиц. Территория полигона охраняется и изолирована.

## История
Полигон Молькино был создан ещё в советский период как база для подготовки частей специального назначения. После распада СССР он перешёл в подчинение Южного военного округа РФ. С конца 2000-х годов использовался как центр подготовки разведывательных и десантных подразделений.
С 2014 года, после аннексии Крыма и начала боевых действий на востоке Украины, полигон активно использовался для подготовки бойцов ДНР и ЛНР. Сообщалось, что туда доставлялись группы боевиков, которым оказывалась военная, стрелковая, инженерная и тактическая подготовка.
С 2015 года база приобрела международную известность как тренировочный центр ЧВК «Вагнер» — частной военной компании, созданной бизнесменом Евгением Пригожиным и изначально связанной с российским Минобороны. Многочисленные журналистские расследования и спутниковые снимки подтверждали перемещение вооружённых людей, техники и оборудования между Молькино и зонами конфликтов, в том числе в Сирии, Судане, ЦАР и Ливии.
После событий 2023 года (мятежа Пригожина) официальные власти России заявили о «расформировании» структур, связанных с «Вагнером». Однако сообщения о продолжении подготовки новых добровольческих формирований на полигоне в Молькино продолжают поступать. Некоторые источники указывают на смену операторов, но сохранение самой инфраструктуры.
В сентябре 2024 года на территории базы в Молькино произошёл пожар. По данным МЧС, горело двухэтажное административное здание. Пострадавших не было. СМИ связали инцидент с ликвидацией следов деятельности ЧВК после её официального расформирования.
По состоянию на 2025 год, база остаётся одним из важнейших военных объектов в Южном федеральном округе, особенно в контексте продолжающейся войны в Украине.

## Связь с ЧВК «Вагнер»
Полигон Молькино стал широко известен благодаря активности на его территории ЧВК «Вагнер». По данным расследований Bellingcat, Conflict Intelligence Team, «Новой газеты» и «Радио Свобода», именно в Молькино вербовались, готовились и оснащались наёмники этой группы.
Журналисты указывали, что на территории базы в 2016—2021 годах строились новые казармы, ангары и склады. Фиксировались выезды колонн техники с территории базы, а также захоронения погибших вагнеровцев в соседних станицах. Также отмечалось, что ЧВК «Вагнер» использовала соседний аэродром (в районе Краснодара) для переброски бойцов за границу.